# Thutmosis IV
Menkheperure Thutmose IV, eller Thutmosis IV var den åttonde faraonen i den artonde dynastin i Egypten under tiden för Nya riket. Thutmosis IV regerade från 1397 f.Kr.–1388 f.Kr.

## Biografi
Thutmosis IV var son till Amenhotep II och Tiaa och man vet inte särskilt mycket om hans tioåriga regeringstid. Thutmosis IV genomgick militärutbildning, och genomförde sin politik troligen till största delen med hjälp av militären. Han kvävde ett uppror i Nubien omkring 1392 f.Kr. och på en stentavla står han omnämnd som Syriens erövrare. Han färdigställde vid templet i Karnak en obelisk som Thutmosis III hade påbörjat, som med sina 32 fm då var den högsta i Egypten.
Thutmosis IV:s mest hyllade gärning var restaureringen av Sfinxen i Giza och det efterföljande överlämnandet av Drömstentavlan. Enligt Thutmosis IV:s redogörelse på Drömstentavlan var det då han var ute på en jaktutflykt som han stannat för att vila vid Sfinxen, som då var begraven upp till halsen i sand. Han somnade snart och drömde att Sfinxen talade om för honom att om han rensade bort sanden skulle han bli näste farao. Efter att ha åstadkommit detta placerade han en stentavla med detta budskap mellan två av Sfinxens tassar. Vissa egyptologer anser att eftersom hans far Amenhotep II inte utsåg Thutmosis IV till sin medregent, hade han heller inte för avsikt att göra honom till tronföljare och genom att fixa sfinxen och skriva texten på Drömstentavlan gav Thutmosis sig legitimitet som näste regent.
Thutmoses namn i hieroglyfer utläses dḥwty-ms - Djehutymes. Han namn skrivs dock i allmänhet Thutmose, Thutmoses eller Thutmosis efter den grekiska stavningen. Namnet betyder "Thoth bar honom". Vid sitt trontillträde tog han till namnet Menkheperure, som betyder Grundare av Ras skepnader.
Thutmosis IV begravdes i KV43 i Konungarnas dal, men hans mumie flyttades till KV35 under Egyptens tjugoförsta dynasti.